# Рохат (станція метро)
41°15′56″ пн. ш. 69°21′54″ сх. д. / 41.26556° пн. ш. 69.36500° сх. д.
Рохат (узб. Rohat) — станція першої черги Кільцевої лінії Ташкентського метрополітену, «Дустлік-2» — «Куйлюк». Розташована між станціями «Ілітфот» і «Янгіобод». Отримала свою назву за однойменним озером, поблизу якого розташована.

## Історія
Будівництво станції розпочато 1 жовтня 2017 у складі першої черги Кільцевої лінії (Дустлік-2 - Куйлюк). Розташовано в Яшнабадському районі на розі Ахангаранського шосе з Ташкентською кільцевою автомобільною дорогою.
Роботи з будівництва станції були завершені 3 лютого 2020. Станцію введено в експлуатацію 30 серпня 2020.

## Конструкція
Естакадна станція крита з однією прямою острівною платформою.

## Пересадки
- Автобуси:30, 54, 110, 119, 155